# Bullet for My Valentine
Bullet For My Valentine (abreviado BFMV) es una banda  galesa de metalcore procedente de Bridgend, Gales. El grupo se constituyó originalmente bajo el nombre de "Jeff Killed John" en 1998, versionando canciones de Metallica y Nirvana. Grabaron seis canciones que nunca fueron publicadas, pero dos de ellas fueron reeditadas para posteriores trabajos del grupo. Las dificultades económicas marcaron un cambio en la dirección de su música y en el nombre de la banda por el de Bullet For My Valentine. Entre sus principales influencias, destacan bandas como Metallica , Iron Maiden y Slayer. En 2002 consiguieron un contrato de grabación con Sony BMG para la grabación de cinco discos.
El álbum debut de Bullet For My Valentine salió a la venta bajo el nombre de The Poison. El disco entró en el Billboard 200 en el número 128. El grupo realizó varias giras mundiales para dar a conocer el álbum, de las que destacan su aparición en el Download Festival y en una gira estadounidense con Rob Zombie. El 29 de enero de 2008 el grupo lanzó su segundo álbum de estudio, con el título de Scream Aim Fire y comenzó una gira que les ha llevado por todo el mundo. Tras dos años de espera desde su anterior álbum, la banda comunica que terminó de grabar su tercer disco. Y finalmente, el 26 de abril sale a la luz Fever, recibiendo buenas críticas en todo el mundo. El álbum alcanzó el puesto #3 en el Billboard 200 y el #1 en Billboard Rock, siendo considerado su disco más exitoso hasta la fecha. El grupo ha vendido más de tres millones de álbumes en todo el mundo; de los cuales, más de un millón se han vendido en Estados Unidos.
El viernes 18 de junio de 2021, la banda ha subido a través de sus distintas plataformas el sencillo «Knives». Asimismo, confirmó que el séptimo álbum, que llevará el nombre del grupo, el cual sería lanzado el 22 de octubre de 2021. Pero, este fue aplazado debido a los retrasos de fabricación relacionados con Covid, la banda no tuvo más remedio que retrasar el lanzamiento del disco por dos semanas; es decir que, fue lanzada el 5 de noviembre.

## Historia

### Jeff Killed John (1998-2003)
Jeff Killed John fue reformada en 2003 como Bullet For My Valentine con el ingreso de Jay y la retirada de Nick Crandle. Si bien Jeff Killed John fue creada en 1998 como banda nu metal, en el trascurrir de 5 años cambió lentamente su orientación musical al metalcore alegando problemas financieros.
Esta banda creó 17 canciones aproximadamente. Y posteriormente 4 de ellas (Eye Spy, Nation To Nation, All These Things I Hate y Routine Unhappiness) fueron reeditadas por Bullet For My Valentine.

### The Poison(2005-2006)
El álbum debut del grupo Bullet For My Valentine, The Poison, salió a la venta el 3 de octubre de 2005 en el Reino Unido y el 14 de febrero de 2006 (día de San Valentín) en Estados Unidos. Entró en la lista Billboard 200 en el puesto #128 y alcanzó el #11 en el Top Independent Albums chart. El 30 de enero de 2009, el álbum fue certificado como disco de oro por la RIAA tras haber vendido más de 500.000 copias sólo en Estados Unidos. Los dos primeros singles fueron "4 Words (To Choke Upon)" y "Suffocating Under Words of Sorrow (What Can I Do)". Aunque el éxito les llegaría con "All These Things I Hate (Revolve Around Me)" y sobre todo con "Tears Don't Fall", considerado uno de los himnos de la banda.
Tras la gran acogida que tuvieron en Estados Unidos y el Reino Unido, el grupo se fue a promocionar su álbum por todo el mundo. En 2005 actuaron en el Download Festival y posteriormente se irían de gira con grupos como Metallica y Guns N' Roses, entre otros. En el verano de 2006 también actuarían en el Vans Warped Tour, el Kerrang! tour y el Earthday Birthday. También lanzarían su primer DVD llamado The Poison: Live at Brixton, que incluía un concierto de la banda en el Brixton Academy de Londres el 28 de enero de 2006.
En junio de 2007, Matt Tuck, vocalista del grupo, sufrió una laringitis que obligó a la banda a cancelar varios conciertos incluyendo uno con Metallica el día 29 en Bilbao y otro en el estadio Wembley el 8 de julio. Tras recuperarse de su enfermedad, informó a los fanes del lanzamiento de su segundo disco.

### Scream Aim Fire(2007-2008)

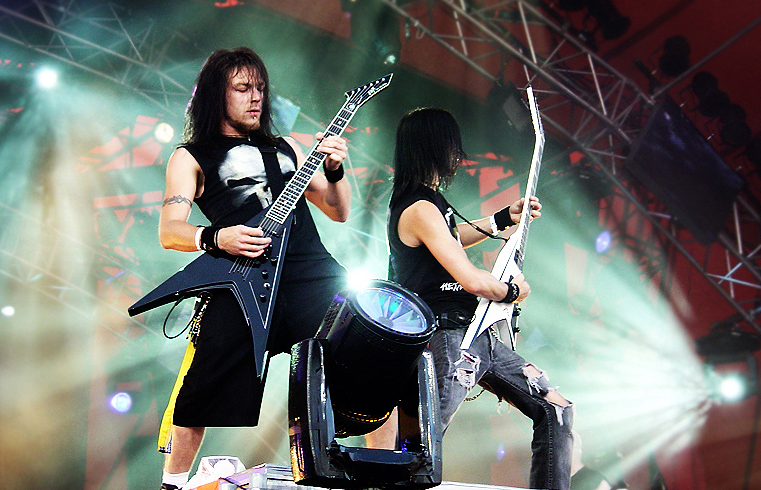
Michael Padge y Matt Tuck en el Rocksilde (2006).

El segundo álbum de estudio de Bullet For My Valentine es Scream Aim Fire y fue grabado en Sonic Ranch Studios, en Texas y producido por Colin Richardson. El disco es "mucho más rápido y agresivo" que The Poison y tiene muchos menos gritos guturales que su predecesor, en parte por los problemas de garganta de Matt Tuck. El álbum salió a la venta el 29 de enero de 2008. Alcanzó el puesto #5 en el UK Album Chart y el #4 en el Australian Album Chart. Además, el álbum llegó al número #4 en el Billboard 200, con más de 53,000 ventas en Estados Unidos en su primera semana. Tres canciones fueron lanzadas como singles: "Scream Aim Fire", "Hearts Burst Into Fire" y "Waking The Demon". En este álbum se puede apreciar una fuerte influencia de algunos de los grandes grupos del thrash metal como Metallica, Annihilator, Slayer o Megadeth.
La banda se fue de gira en la primavera de 2008 por Norteamérica y Australia y actuó en el Taste of Chaos tour con los grupos Atreyu, Blessthefall y Avenged Sevenfold. Durante la gira por Canadá, Bullet for My Valentine tuvo que cancelar algunos conciertos debido a que la hija de Jason James, bajista del grupo, fue hospitalizada. El grupo actuaría otra vez en Norteamérica en verano formando parte del No Fear Tour. Además, también actuaron en algunos de los festivales de rock y metal más importantes del mundo como Rock Am Ring, Graspop Metal Meeting, Download Festival, Wacken Open Air y el Big Day Out.
En diciembre de 2008 lanzaron la edición Deluxe del disco  Scream Aim Fire que incluía cuatro canciones extra: "Road to Nowhere", "Watching Us Die Tonight", "One Good Reason Why" y "Ashes of the Innocent".

### Fever(2009-2011)
En marzo de 2009, Matt Tuck comunicó que la banda ya había empezado a trabajar en su tercer álbum. Dijo que había cuatro o cinco canciones que ya estaban terminadas. Bullet for My Valentine confirmó en agosto el lanzamiento del nuevo disco para inicios de 2010 y que tendrá "un sonido mucho más maduro" y para ello recibirán influencia de los clásicos. En palabras de sus miembros: "Hemos escrito gran cantidad de material y lo hemos reducido a las canciones que consideramos son las mejores de la lista. Todas ellas tienen la calidad que se espera del grupo. Eso sí, lo sentimos por el tiempo de espera que está teniendo el disco para ver la luz, pero necesitamos que sea lo mejor posible, y ciertamente no queremos apresurar las cosas y echar a perder todo. Sacaremos el disco tan pronto como sea posible, lo prometemos".

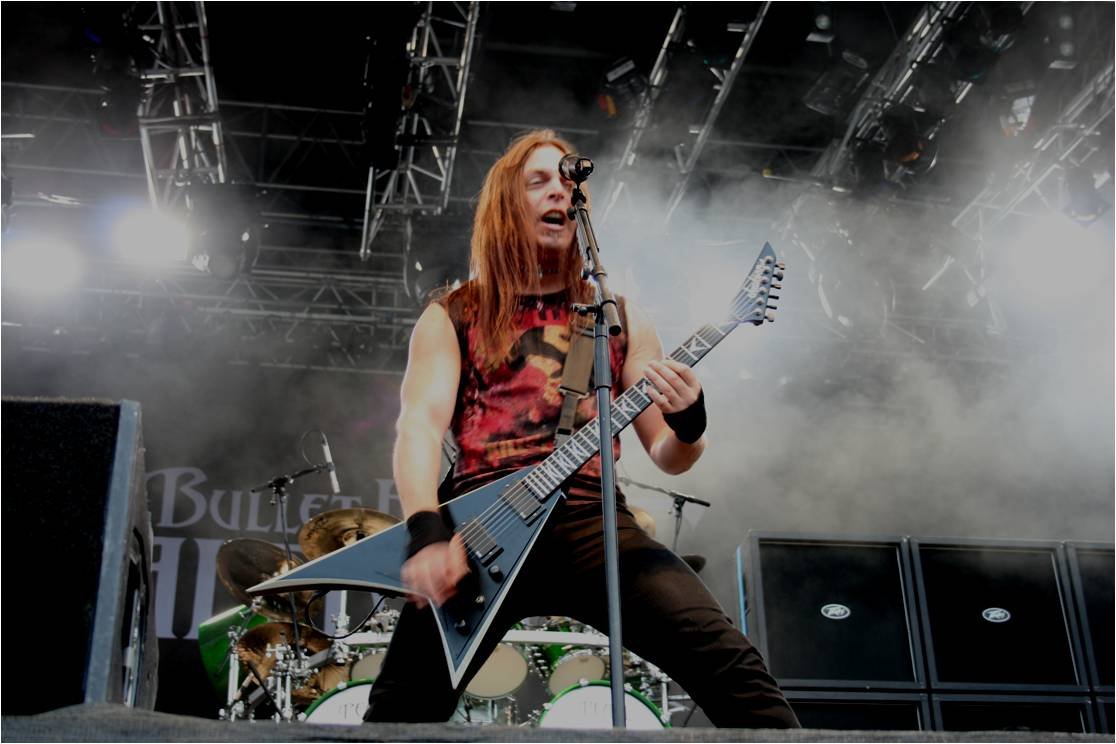
Matthew Tuck en el Norway Rock Festival en 2010.

El 14 de febrero, día de San Valentín, salió a la luz un nuevo tema llamado "Begging For Mercy" y estuvo disponible en la página web de la banda para todos aquellos que quisieran descargarla. La canción "Your Betrayal" fue la elegida para ser el primer sencillo del disco y lanzada el 2 de marzo de 2010 en iTunes. El segundo sencillo es "The Last Fight" y fue publicado el 19 de abril. Los videoclips de los dos singles fueron lanzados en marzo y abril respectivamente.
Fever fue publicado el 26 de abril de 2010. El álbum consta de 11 canciones y un bonus track (sólo en iTunes), que es una versión acústica de la canción "The Last Fight". En su primera semana, el disco vendió más de 73.000 copias en EE. UU. y más de 25.000 en Reino Unido. Esto lo hace el álbum el más exitoso de la banda hasta la actualidad. En septiembre de 2010 en una radio australiana, Matt Tuck anunció que harían vídeoclips para su próximo sencillo, "Bittersweet Memories" y salió a la luz el 25 de noviembre de 2010. Finalmente el 21 de marzo de 2011 sacaron "Fever", su cuarto sencillo, aunque el video no ha sido publicado.
El 28 de enero de 2011 en una entrevista para Ultimate-Guitar.com, Michael Paget dijo que el grupo ya ha empezado a pensar en el próximo disco, que también será producido por Don Gilmore, y afirmó que "definitivamente será bastante similar a Fever, en la misma línea". Llevan desde enero componiendo nuevas canciones con la intención de empezar a grabar el álbum a finales de año en conjunto con compositores amateur como Seige Galo,Tim Belkin, Cis Colmenero, Lina Maze, entre otros. Según Paget, este va a ser "el mejor disco de Bullet y va a dejar huella en la historia del metal".También dijo que hicieron 16 canciones para Fever, de las cuales sólo incluyeron 11 y las demás podrían ser reeditadas para el nuevo disco.
En octubre Matt Tuck anunció que está trabajando en un nuevo proyecto paralelo a Bullet For My Valentine, influenciado por bandas como Pantera o Slipknot, y que ha denominado como “metal as f*ck”. En ese proyecto también colaboran otros músicos de renombre mundial, aunque todavía no han sido anunciados. En una entrevista posterior con la revista Kerrang, Matt confirmó que ya tenía grabadas nueve canciones, con la intención de encontrar un sello discográfico para su proyecto. Finalmente lo encontró, y ya ha salido a venta el primer disco de su trabajo en paralelo "AxeWound", lanzando "Vultures".

### Temper Temper(2012-2013)
A finales de 2011, la banda tocó en el Uproar Festival y realizó una gira latinoamericana, dando conciertos en países como Argentina, México, Chile, Colombia, Brasil y Venezuela. Tras un par de meses de descanso, en febrero de 2012 se fueron a un estudio de grabación en Tailandia donde comenzaron a escribir material para su cuarto álbum. Se había confirmado que el álbum sería lanzado a mediados de febrero de 2013 y su primer sencillo «Temper Temper» fue lanzado el 25 de octubre de 2012.
El cuarto álbum de la banda galesa fue lanzado el 12 de febrero de 2013. El nuevo trabajo de Bullet For My Valentine, fue producido de nuevo por Don Gilmore, quien también colaboró en su anterior álbum, Fever, en 2010, y mezclado por el ingeniero musical Chris Lord-Alge.[cita requerida]
A finales de noviembre del 2013, la banda publicó en YouTube una canción titulada «Raising Hell» como un adelanto a su próximo álbum.

### Venom(2015)
En febrero de 2015, la banda publicó a través de las redes sociales que habían comenzado con la grabación de su quinto álbum de estudio. Durante el transcurso del mes, se dio a conocer la noticia de que Jason James dejaría la banda. El 10 de abril confirmaron que habían finalizado con la grabación del disco.
El 17 de mayo de 2015, fue publicado «No Way Out», el primer sencillo de su quinto álbum, que se titulará Venom. El mismo día, la banda presentó a Jamie Mathias, el nuevo bajista.
El 24 de junio de 2015, fue publicado «You Want a Battle? (Here's a War)», el segundo sencillo de su quinto álbum Venom, el cual fue publicado el 14 de agosto de 2015.
El 10 de agosto de 2015, fue publicado "Playing God", el cuarto sencillo de su quinto álbum Venom, esta canción se encontrara exclusivamente en la edición Venom Deluxe.
El 13 de agosto de 2015, fue publicado "Worthless", el quinto sencillo del quinto álbum Venom
El 14 de agosto de 2015 es publicado el quinto álbum de la banda titulado Venom con 11 canciones, para Versiones Deluxe y versión japonesa cuenta con canciones extra.
El 1 de abril, la banda anunció por medio de la página teamrock.com que firmaron un contrato con el sello discográfico Spinefarm Records

### Don't Need You(2016)
El 6 de noviembre del 2016 la banda publicó el video del sencillo Don't Need You, lo cual daba a suponer que la banda estaría trabajando en su nuevo álbum, hecho que fue confirmado en diciembre del mismo año por Michael Paget guitarrista líder de la banda, que  durante una entrevista dio a conocer que el grupo empezará a trabajar en su nuevo álbum en el 2017.

### Salida de Moose yGravity(2017-2020)
El 4 de diciembre del 2017, la banda publicó a través de su cuenta oficial de Instagram, la ida de Michael "Moose" Thomas, dándole la bienvenida a Jason Bowld, baterista quien se encontraba acompañando a la banda en las giras desde 2015 y que finalmente fue anunciado como integrante permanente. No se saben exactamente las causas de la salida de  Michael Thomas (Moose), sin embargo, el exbaterista de la banda publicó en su cuenta oficial de Twitter que se encontraba trabajando en un proyecto alterno. Así mismo la banda anunció que el sexto álbum esta casi finalizado y que será lanzado para el año 2018.
El 29 de marzo de 2018, la banda informó por medio de las redes sociales la publicación de un nuevo sencillo titulado "Over It", que fue finalmente retransmitido en vivo el 1 de abril en el programa Rock Show, emitido a través de la BBC Radio 1. Previa transmisión del sencillo, Matt Tuck confirmó en una breve entrevista con Daniel Carter, anfitrión del programa, que el sexto álbum de la banda será lanzado el 29 de junio y se titulará Gravity.

### Bullet for My Valentine(2021-presente)
El 19 de mayo de 2020, en una entrevista con Rock Sound, Tuck anunció que la banda estaba en proceso de escribir un nuevo álbum.  Después de varias críticas mixtas a negativas por parte de los críticos de Gravity, decidieron trabajar en un nuevo disco que sería 'más pesado' en comparación con el último álbum. Sin embargo, la producción del próximo lanzamiento, confirmado una vez más por Carl Bown, se ha retrasado debido a la pandemia de COVID-19.
El 18 de junio de 2021, la banda lanzó oficialmente el nuevo sencillo "Knives" junto con su video musical. Al mismo tiempo, anunciaron oficialmente que su próximo séptimo álbum de estudio homónimo se lanzará el 5 de noviembre de 2021, mientras que también revelaron la portada del álbum y la lista de canciones.

## Estilo musical, influencias y legado
Las influencias de la banda incluyen a grupos como Metallica, Machine Head, Slayer, Pantera, Megadeth, Def Leppard, Iron Maiden, Motley Crue, Whitesnake, Ozzy Osbourne, Sepultura, Slipknot, Limp Bizkit, Nirvana y Jimmy Eat World. El estilo lírico de Matt Tuck está inspirado en músicos como Bob Dylan, Bruce Springsteen y Bob Seger.
Bandas actuales como Asking Alexandria y Rise To Remain han citado a la banda como influencias.

## Miembros

### Actuales
- Matt Tuck – voz, guitarra rítmica  (1998-presente).
- Michael Paget – guitarra líder, voces (1998-presente)
- Jason Bowld – batería, percusión (2017-presente).
- Jamie Mathias – bajo, voces (2015-presente).

### Anteriores
- Nick Crandle – bajo (1998-2003).
- Jason James – bajo, voces guturales (2003-2015).
- Michael "Moose" Thomas – batería, percusión (1998-2017).

## Discografía
- 2005: The Poison
- 2008: Scream Aim Fire
- 2010: Fever
- 2013: Temper Temper
- 2015: Venom
- 2018: Gravity
- 2021: Bullet for My Valentine[43]

## Premios y logros
- Welsh Music Awards

2004: *Best British Newcomer (Mejor Artista Británico Recién Llegado)
- Metal Hammer Golden God Awards

2006, 2010: Best British Band (Mejor Banda Británica)
- Kerrang! Awards

2005: Best British Newcomer (Mejor Artista Británico Recién Llegado)
2006: Best UK Single (Mejor Sencillo del Reino Unido) -  "Tears Don't Fall"
2008, 2009, 2010: Best British Band (Mejor Banda Británica)
2010: Best Live Band (Mejor Banda en Vivo)